# Guildavis tener
Guildavis tener — вид викопних водних іхтіорнісоподібних птахів родини Apatornithidae, що мешкали у пізньому крейдяному періоді у Північній Америці. Скам'янілі рештки виду (кілька крижових хребців) знайдені у Канзасі. Отніел Чарлз Марш описав вид у 1880 році як Ichthyornis tener. У 2004 році Джулія Елісон Кларк віднесла вид до окремого роду Guildavis.